# Marshall R. Teague
Pour les articles homonymes, voir Teague.
Pour le pilote de voitures de course, voir Marshall Teague
Marshall R. Teague (né en avril 1953) est un acteur américain de film et de télévision.

## Biographie
Marshall R. Teague est connu pour son rôle dans le film culte de 1989 Road House et pour son rôle récurrent dans le hit des années 1990, la série de science-fiction Babylon 5 comme une Narn nommé Ta'Lon. Teague a également joué dans le film de 1996 The Rock et en 1998 dans le film Armageddon.
Il a joué Black Jack Pershing dans le film Rough Riders.
Teague a fait d'autres apparitions à la télévision comme Walker, Texas Ranger où il a fait quelques apparitions en interprétant différents personnages. Il a été le premier Nemesis de Walker et celui de la confrontation finale. Il a fait une apparition dans Babylon 5 comme un être humain dans la Saison Un (épisode Infection) et dans la spin off de Babylon 5 : 2267, ultime croisade comme le capitaine Daniels dans l'épisode The Long Road». Il a eu quelques rôles réguliers à la télévision dans le soap opera Des jours et des vies de Leonard Stacy en 1984. Il a brillé dans la série télévisée des années 1980 1st & Ten comme Mac Petty en 1984.
Teague a fait des apparitions dans de nombreuses émissions télévisées, notamment dans Stargate SG-1, L'Homme qui tombe à pic, K 2000, Spy Girls, L'Agence tous risques, Sliders, Star Trek : Deep Space Nine dans la saison 4 épisode Le Serment d'Hippocrate et dans Star Trek : Voyager dans la saison 3 épisode Origine lointaine (Distant Origin), dans la saison 9 de Columbo épisode 'couronne mortuaire'.
Dans l'industrie du jeu vidéo, il est connu comme la voix de Krunk dans le jeu vidéo Crash Nitro Kart.

## Filmographie

### Cinéma
- 1986 : Vendetta
- 1989 : Road House  : Jimmy
- 1994 : Guardian Angel
- 1995 : Fists of Iron
- 1995 :  Scorpion - La revanche des Arts Martiaux
- 1996 : Rock
- 1998 : The Bad Pack
- 1998 : Armageddon : colonel Davis
- 2000 : Across the Line
- 2001 : Disaster
- 2002 : Second to Die
- 2003 : Crash Nitro Kart (VG)
- 2003 : Bells of Innocence
- 2003 : Special Forces (V)
- 2005 : Le Sang du diamant (The Cutter)
- 2021 : Reagan de Sean McNamara : Edouard Chevardnadze

### Télévision
- 1979 : Topper (TV)
- 1983 : K2000 
  - (saison 1, épisode 21 : Trafic) : Armand
- 1982 : The Shadow Riders (TV)
- 1985 L’agence tous risques

S03E15-Extorsions 
- 1989-1990 : MacGyver
  - (saison 4, épisode 18 "Le renégat") : Steve Morrison
  - (saison 6, épisode 8 "MacGyver et les femmes") : Logan
- 1990 : Columbo : couronne mortuaire  : Adam Evans (la victime)
- 1994 : Motorcycle Gang : Kincaid
- 1997 : Rough Riders : Black Jack Pershing
- 1999 : Sliders - Les mondes parallèles (TV): Saison 4, épisode 12 (Général Kronus) et 18 (Shériff Redfield)
- 2012 : Leverage (TV)